# Écoquenéauville
Écoquenéauville é uma comuna francesa na região administrativa da Normandia, no departamento Mancha. Estende-se por uma área de 3,44 km². Em 2010 a comuna tinha 69 habitantes (densidade: 20,1 hab./km²).